# Stomias

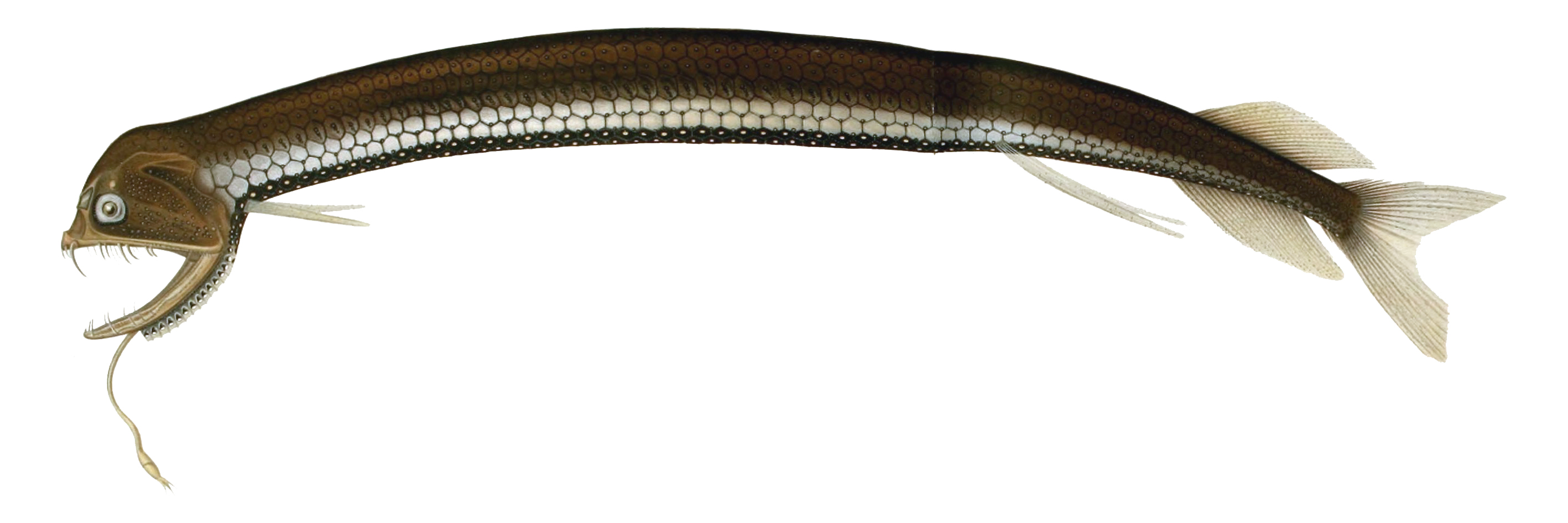
Stomias boa boa

Stomias é um género da família Stomiidae. Eles vivem na zona abissopelágica e zona mesopelágica em todos os oceanos do mundo, só vindo à proximidade da superfície durante a noite numa migração. Possuem dimorfismo sexual (os machos são mais pequenos que as fêmeas e possuem olhos mais largos e fotóforos maiores que elas).

## Géneros e Espécies
Alguns géneros (e respetivas espécies) pertencentes à família Somiidae são:
- Stomias affinis Günther, 1887 (Günther's boafish)
- Stomias atriventer Garman, 1899 (Black-belly dragonfish)
- Stomias boa (A. Risso, 1810)
- Stomias boa boa (A. Risso, 1810) (Boa dragonfish)
- Stomias boa colubrinus Garman, 1899
- Stomias boa ferox J. C. H. Reinhardt, 1842
- Stomias brevibarbatus Ege, 1918
- Stomias danae Ege, 1933
- Stomias gracilis Garman, 1899
- Stomias lampropeltis Gibbs, 1969
- Stomias longibarbatus (A. B. Brauer, 1902) (Longbarb scaly dragonfish)
- Stomias nebulosus Alcock, 1889 (Alcock's boafish)